# Udo Andriof
Udo Andriof (* 18. September 1942 in Ulm) ist ein deutscher Jurist und ehemaliger politischer Beamter.

## Leben
Andriof wurde 1942 in Ulm geboren. Nach dem Jura-Studium in Bonn und Freiburg arbeitete Andriof zunächst bei der Staatsanwaltschaft am Amtsgericht Ulm. 1969 wurde er in Freiburg promoviert. Von 1970 bis 1978 arbeitete er im Staatsministerium Baden-Württemberg, bevor er 1978 zum Vizepräsidenten des Regierungspräsidiums Tübingen ernannt wurde. 1985 wechselte er als Abteilungsleiter zurück ans Staatsministerium.
1989 wurde er zum Regierungspräsidenten des Regierungspräsidiums Stuttgart ernannt. Er verantwortete in dieser Funktion zahlreiche Großprojekte, darunter den Bau der Neuen Messe Stuttgart, Stuttgart 21 und Autobahn-Ausbauten. Er wurde 2007 pensioniert. 2008 erhielt er die Verdienstmedaille des Landes Baden-Württemberg.
Nach dem Amoklauf von Winnenden wurde er Leiter des Expertenkreises Amok, der Prävensionsvorschläge erarbeitete.
Zum 24. September 2010 wurde er, zusammen mit Wolfgang Dietrich, als Projektsprecher für das Bahnprojekt Stuttgart–Ulm (Stuttgart 21 und Neubaustrecke Wendlingen–Ulm) berufen. Er trat von dieser Funktion Anfang Mai 2011 zurück und beendete seine Tätigkeit Ende Mai 2011.
Andriof ist verheiratet, hat zwei Kinder und ist seit 1966 Mitglied der CDU.